# Lyman-Alpha-Emitter
Als Lyman-Alpha-Emitter (LAE), auch Lyα-Emitter, wird eine Klasse extragalaktischer Objekte bezeichnet, die aufgrund ihrer Strahlungsemission in der  Lyman-α-Emissionslinie, einer Spektrallinie des Wasserstoffs, gefunden werden. Derzeit sind über 500 Lyman-Alpha-Emitter bekannt, die überwiegend bei hohen Rotverschiebungen (z > 2) gefunden wurden. Es handelt sich also um Objekte aus der Zeit der Entstehung und frühen Entwicklung von Galaxien, ca. 1–2 Milliarden Jahre nach dem Urknall.
Einige Prozent der bekannten Lyman-Alpha-Emitter weisen beträchtliche Winkeldurchmesser von 15 oder gar 30 Bogensekunden auf, die einem physikalischen Durchmesser von bis zu 500.000 Lichtjahren entsprechen. Das hat diesen Objekten die Bezeichnung Lyman-Alpha-Blobs (LAB; vom englischen blob für „Klecks“) eingebracht.

## Physikalischer Hintergrund und mögliche Erklärungen
Die Lyman-Alpha-Spektrallinie entsteht bei der Rekombination von Elektronen mit ionisierten Wasserstoffatomen, wenn das Elektron vom ersten angeregten Zustand in den Grundzustand übergeht. Bedingungen für eine starke Emission in der Lyman-Alpha-Linie liegen beispielsweise in Sternentstehungsgebieten vor, wo Wasserstoffgas durch die intensive UV-Strahlung junger Sterne ionisiert wird.
Während der überwiegende Teil der Lyman-Alpha-Emitter mit Gebieten intensiver Sternentstehung in den jungen Galaxien in Verbindung stehen dürfte, gehen die gängigen Modelle für Lyman-Alpha-Blobs davon aus, dass hier die Lyman-Alpha-Strahlung von großen Mengen „kühlen Gases“ (Temperaturen 10.000 bis 20.000 Kelvin) herrührt, die entweder auf sehr massereiche Galaxien einströmen oder von diesen ausgestoßen werden. Die spektroskopisch gemessenen Linienbreiten dieser Objekte entsprechen Geschwindigkeiten von bis zu 2.000 km/s. Daraus kann geschlossen werden, dass sich das Gas im Gravitationsfeld nicht im hydrostatischen Gleichgewicht befindet.

## Beobachtete Lyman-Alpha-Emitter
Partridge und Peebles haben zuerst vorgeschlagen, hochrotverschobene Galaxien mit Hilfe ihrer Lyman-Alpha-Linie zu finden. Das kann man mit der Schmalbandtechnik ausnutzen. Dazu werden zwei Filter benutzt, ein Schmalbandfilter und ein Breitbandfilter. Wenn die Lyman-Alpha-Galaxie die richtige Rotverschiebung hat und die Lyman-Alpha-Linie in den Schmalbandfilter fällt, sorgt sie dort für ein starkes Signal; der Breitbandfilter deckt das Kontinuum ab, was deutlich schwächer ist. Lyman-Alpha-Galaxien können nun durch einen Vergleich der Flüsse im Schmalbandfilter und Breitbandfilter schnell und effizient gefunden werden. Die ersten erfolgreichen systematischen Suchen mit Hilfe der Schmalband-Technik begannen Mitte der 1990er Jahre. Inzwischen werden Lyman-Alpha-Emitter zu Hunderten mit dieser Technik gefunden. Besonders erfolgreich ist die Methode bei sehr hohen Rotverschiebungen (z > 5), z. B. wurde die Galaxie mit der bisher höchsten Rotverschiebung so gefunden.
Die Lyman-Alpha-Linie sollte bei sternbildenden Galaxien sehr stark und somit verhältnismäßig leicht zu beobachten sein. Sie liegt im Ultraviolett-Bereich des Spektrums bei 121,6 Nanometer. Da die Erdatmosphäre UV-Photonen sehr effektiv absorbiert, können von der Erdoberfläche aus nur Lyman-Alpha-Photonen beobachtet werden, die in den optischen Wellenlängenbereich rotverschoben sind. Daher werden mit bodengebundenen Teleskopen nur Lyman-Alpha-Emitter gefunden, die eine Rotverschiebung von über z = 2 haben. Bei Rotverschiebungen über z = 7 wandert die Lyman-Alpha-Linie in den Nahinfrarotbereich, der wiederum schlechter zu beobachten ist. Inzwischen wurden auch Lyman-Alpha-Emitter bei z = 0,3 mit Hilfe des Satelliten GALEX gefunden.
Bei den oben genannten Suchen wurden nicht nur normale Lyman-Alpha-Emitter gefunden, sondern auch Lyman-Alpha-Blobs. Zwei der bekanntesten Lyman-Alpha-Blobs wurden im Jahr 2000 von Steidel et al. im Palomar-Observatorium bei San Diego entdeckt. Dabei wurde ein Bereich untersucht, in dem es viele Lyman-Break-Galaxien mit Rotverschiebung 2,7 < z < 3,4 gibt. Mit der oben beschriebenen Schmalbandtechnik wurde nach Lyman-Alpha-Emittern bei einer Rotverschiebung von z + 3,09 gesucht. Neben vielen kompakten Lyman-Alpha-Emittern wurden zwei Lyman-Alpha-Blobs gefunden. Eines dieser Objekte befindet sich in der Umgebung eines Quasars mit z = 3,083.
Matsuda et al. entdeckten im selben Feld unter Verwendung des Subaru-Teleskops der National Astronomical Observatory of Japan über 30 weitere, etwas kleinere LABs. Diese Lyman-Alpha-Emitter bilden zusammen ein Gebilde, das eine Ausdehnung von mehr als 200 Millionen Lichtjahren hat.
Weitere Lyman-Alpha-Blobs wurden von Francis et al. (2001), Dey et al. (2005), Nilsson et al. (2006), Iye et al. (2006) und Smith & Jarvis et al. (2007) entdeckt. Der größte zuletzt entdeckte LAB (Himiko) wurde im Jahre 2009 von Masami Ouchi et al. beschrieben.

## Offene Fragen
Lyman-Alpha-Emitter werden durch ihre starke Lyman-Alpha-Linie gefunden. Da sonst nur wenig Informationen über die Objekte vorliegen, kann bisher nicht viel über sie gesagt werden. Beobachtungen lassen aber darauf schließen, dass die überwiegende Anzahl von kompakten Lyman-Alpha-Emittern junge Galaxien sind, die am Anfang ihrer Entwicklung stehen und gerade sehr viele neue Sterne produzieren. Lyman-Alpha-Emitter sollen eng mit Lyman-Break-Galaxien verwandt sein. Ob dieses Bild wirklich richtig ist und ob es bei jeder Rotverschiebung gilt, ist Gegenstand aktueller Forschungen.
Lyman-Alpha-Blobs dagegen sind weitgehend unverstanden. Weder ist zurzeit bekannt, ob sie die Dichteverteilung von Galaxien im weit-rotverschobenen Universum nachzeichnen (wie es z. B. bei weit-rotverschobenen Radiogalaxien der Fall ist, die weite Lyman-Alpha-Halos besitzen), oder welche Mechanismen die Emissionslinien produzieren, noch wie die Lyman-Alpha-Blobs mit den umgebenden Galaxien verbunden sind. Lyman-Alpha-Blobs könnten weitere Erkenntnisse zur Bildung von Galaxien liefern.